# Dendrodoris
Dendrodoris is een geslacht van weekdieren uit de klasse van de Gastropoda (slakken).

## Soorten
- Dendrodoris albobrunnea Allan, 1933
- Dendrodoris albopurpura Burn, 1957
- Dendrodoris angolensis Valdés & Ortea, 1996
- Dendrodoris arborescens (Collingwood, 1881)
- Dendrodoris areolata (Alder & Hancock, 1864)
- Dendrodoris atromaculata (Alder & Hancock, 1864)
- Dendrodoris azineae Behrens & Valdés, 2004
- Dendrodoris brodieae Valdés, 2001
- Dendrodoris caesia (Bergh, 1907)
- Dendrodoris callosa (Bergh, 1907)
- Dendrodoris carbunculosa (Kelaart, 1858)
- Dendrodoris citrina (Cheeseman, 1881)
- Dendrodoris coronata Kay & Young, 1969
- Dendrodoris elizabethina (Kelaart, 1859)
- Dendrodoris elongata Baba, 1936
- Dendrodoris fosseti (Risbec, 1928)
- Dendrodoris fulva (MacFarland, 1905)
- Dendrodoris fumata (Rüppell & Leuckart, 1830)
- Dendrodoris fusca (Alder & Hancock, 1864)
- Dendrodoris goani Rao & Kumary, 1973
- Dendrodoris grandiflora (Rapp, 1827)
- Dendrodoris grisea (Kelaart, 1858)
- Dendrodoris guineana Valdés & Ortea, 1996
- Dendrodoris gunnamatta Allan, 1932
- Dendrodoris guttata (Odhner, 1917)
- Dendrodoris herytra Valdés & Ortea in Valdés, Ortea, Avila & Ballesteros, 1996
- Dendrodoris karukeraensis Ortea, Espinosa, Caballer & Buske, 2012
- Dendrodoris kranjiensis Lim & Chou, 1970
- Dendrodoris krebsii (Mörch, 1863)
- Dendrodoris krusensternii (Gray, 1850)
- Dendrodoris limbata (Cuvier, 1804)
- Dendrodoris maculata (Risbec, 1928)
- Dendrodoris magagnai Ortea & Espinosa, 2001
- Dendrodoris maugeana Burn, 1962
- Dendrodoris murina (Risbec, 1928)
- Dendrodoris nigra (Stimpson, 1855)
- Dendrodoris nigromaculata (Cockerell, 1905)
- Dendrodoris orbicularis Valdés, 2001
- Dendrodoris pustulosa (Alder & Hancock, 1864)
- Dendrodoris rainfordi Allan, 1932
- Dendrodoris sadoensis Baba, 1993
- Dendrodoris senegalensis Bouchet, 1975
- Dendrodoris stohleri Millen & Bertsch, 2005
- Dendrodoris tuberculosa (Quoy & Gaimard, 1832)
- Dendrodoris warta Marcus & Gallagher, 1976